# Araneus rufipes
Araneus rufipes là một loài nhện trong họ Araneidae.
Loài này thuộc chi Araneus. Araneus rufipes được Octavius Pickard-Cambridge miêu tả năm 1889.